# Корде (Кальвадос)
Корде́ (фр. Cordey) — коммуна во Франции, находится в регионе Нижняя Нормандия. Департамент коммуны — Кальвадос. Входит в состав кантона Фалез-Север. Округ коммуны — Кан.
Код INSEE коммуны — 14180.

## Население
Население коммуны на 2010 год составляло 138 человек.
| 1962 | 1968 | 1975 | 1982 | 1990 | 1999 | 2010 |
| ---- | ---- | ---- | ---- | ---- | ---- | ---- |
| 119  | 127  | 111  | 128  | 147  | 159  | 138  |

## Экономика
В 2010 году среди 93 человек трудоспособного возраста (15—64 лет) 65 были экономически активными, 28 — неактивными (показатель активности — 69,9 %, в 1999 году было 66,0 %). Из 65 активных жителей работали 60 человек (30 мужчин и 30 женщин), безработных было 5 (3 мужчин и 2 женщины). Среди 28 неактивных 8 человек были учениками или студентами, 12 — пенсионерами, 8 были неактивными по другим причинам.